# Sec-System
Das Sec-System ist ein Proteinkomplex und dient dem Transport von Proteinen über oder in die Zytoplasmamembran bei Bakterien und höheren Zellen (Eucyten). Es kommt bei den Typen II, IV und V der bakteriellen Proteinsekretion in Gram-negativen Bakterien vor. Es handelt sich um Transportproteine aus der Familie der Membran-ATPasen.
Man unterscheidet in cotranslationalen Proteintransport und posttranslationalen Proteintransport. Das Sec-System kann beide Transportformen durchführen, im Gegensatz zum Tat-System, welches nur posttranslational gefaltete Proteine transportiert. Es besteht aus einem Chaperon und einem Multiproteinkomplex, der als Translokase dient. Das als Chaperon wirkende SecB-Protein bindet an das neu synthetisierte Protein und verhindert dessen vorzeitige Faltung. Der Transportmotor SecA erkennt die Signalsequenz, bringt das Protein an den Translocator aus SecY, SecE, SecG, SecD und SecF und liefert durch ATP-Hydrolyse die Energie für den Transfer über die Membran.
Die Transportgleichung für Sec-Systeme lautet:
ATP + pmf + Präprotein (Zytoplasma) ⇔ ADP + Pi + Präprotein (Periplasma oder Zytoplasmamembran)
Der Begriff Sec-System ist abgeleitet von Sekretion.